# Tylanthes louisiadensis
Tylanthes louisiadensis là một loài bướm đêm thuộc phân họ Arctiinae, họ Erebidae.